# Beth Phoenix
Beth Phoenix, właśc. Elizabeth Kociański (ur. 24 listopada 1980) – amerykańska zapaśniczka oraz profesjonalna wrestlerka polskiego pochodzenia, występująca w World Wrestling Entertainment, w brandzie WWE Raw. 3-krotna posiadaczka pasa WWE Women’s Championship. 2 października 2011 roku na gali Hell in a cell zdobyła pas WWE Divas Championship. Tworzy tag team z Natalyą o nazwie Divas of Doom (Sisters of Destruction). Obroniła pas trzy razy z Eve, trzy z Kelly Kelly na gali WWE TLC oraz jeden z Taminą Snuką na gali WWE Elimination Chamber. Straciła pas na rzecz Nikki Bella.
Na No Mercy 2007 zdobyła po raz pierwszy pas Women’s Championship i straciła go po 6 miesiącach. W 2008 r. tworzyła tag team z Santino Marellą o nazwie Glamarella. Do ich teamu dołączyła później również Rosa Mendez, jako fanka nr 1 Glamazonki. Po raz drugi zdobyła pas Women’s Championship wraz z Santino Marellą (który zdobył pas Interkontynentalny) na SummerSlam 2008 walcząc przeciwko Mickie James i Kofi Kingstonowi. Straciła pas na Royal Rumble 2009 na rzecz Meliny. Beth brała udział w Diva's Battle royal na Wrestlemanii XXV, by wyłonić pierwszą Miss Wrestlemanię, ale zwyciężczynią została Santina Marella. Wzięła udział w Royal Rumble Matchu 2010 jako druga kobieta w historii. Wyeliminowała The Great Khaliego, a sama została wyrzucona z ringu przez Cm Punka. Po raz trzeci pas Women’s Championship zdobyła w kwietniu 2010 r. i straciła go po miesiącu. Przyczyniła się do rozpadu teamu Natalya'i i AJ & Kaitlyn. Od 2011 r. tworzyła tag team  z Natalyą o nazwie Divas of Doom (Sisters of Destruction). Na Hell in a Cell 2011 Beth na  zdobyła pas Divas pokonując Kelly Kelly. Na Wrestlemanii XXVIII była w teamie z Eve, ale przegrały z teamem Kelly Kelly. Pas obroniła trzy razy z Eve Torres, trzy z Kelly Kelly, w tym na gali WWE TLC oraz jeden z Taminą Snuką na gali WWE Elimination Chamber. Straciła pas na rzecz Nikki Bella na Raw 24.04.2012 r. w Lumberjack Matchu. Doznała wtedy kontuzji. Pas posiadała 204 dni. Na Extreme Rules 2012 miało odbyć się starcie rewanżowe, ale Eve uznała, że Beth nie jest zdolna do walki i zastąpiła ją powracająca Layla. Na No way Out 2012 Beth przegrała z Laylą walkę o pas. 29 października 2012 r. pożegnała się z WWE wygrywając przedtem swoją ostatnią walkę z AJ Lee.

## Osiągnięcia

### Zapasy

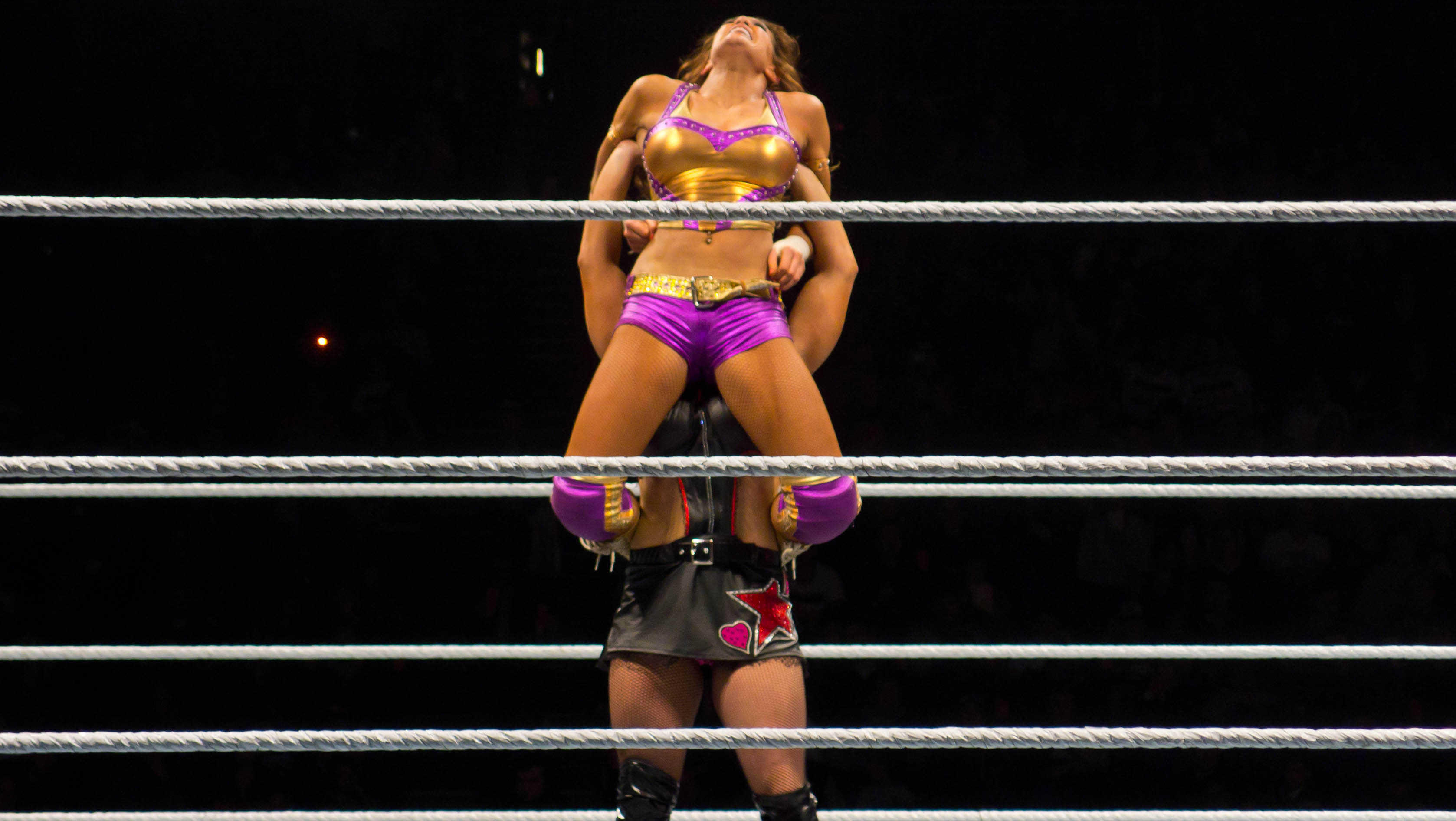
Beth Phoenix wykonująca Glam Slam
na Eve Torres

North-East Wrestling
- Women’s Champion −72 kg (1999)

New York State Fair
- Women’s Champion −72 kg (1999)

### Wrestling
Far North Wrestling
- FNW Cruiserweight Championship

GLORY Wrestling
- GLORY Championship

Ohio Valley Wrestling
- OVW Women’s Championship (2 x)

Pro Wrestling Illustrated
- PWI sklasyfikowało ją na 2. miejscu z 50. najlepszych wrestlerek roku 2008.
- PWI sklasyfikowało ją na 7. miejscu z 50. najlepszych wrestlerek roku 2009 i 2010.

World Wrestling Entertainment
- WWE Women’s Championship (3x)
- Slammy Award za „Divę Roku” (2008)
- WWE Divas Championship (1x)

The Wrestling Clothesline
- TWC sklasyfikowało ją na 3. miejscu z 50. najlepszych wrestlerek w federacjach niezależnych, w 2004.